# Obrium facetum
Obrium facetum là một loài bọ cánh cứng trong họ Cerambycidae.